# Volvariella
Volvaire
Genre

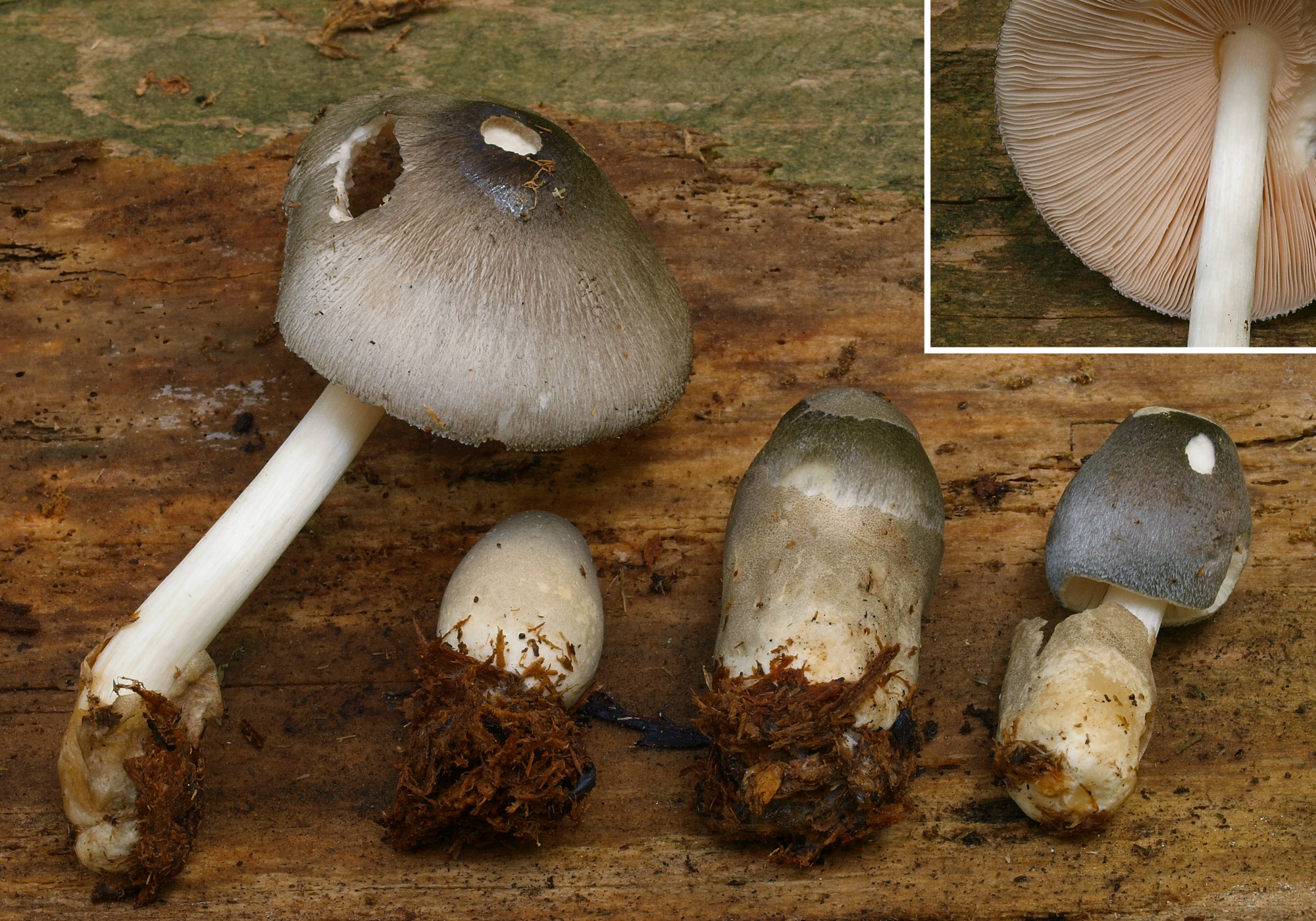
Volvariella nigrovolvacea, développement

Volvariella, les Volvaires, est un genre de champignons Basidiomycètes de la famille des Pluteaceae. Ce genre bien caractérisé est assez facile à identifier. Volvariella volvacea, la Volvaire cultivée, est une espèce comestible importante dans les pays asiatiques.

## Taxonomie
Volvariella est un nom créé par Carlo Luigi Spegazzini en 1898. Repris par les botanistes germanophones tels que Rolf Singer, il est aujourd'hui le synonyme valide. Le nom Volvaria, quant à lui, est à l'origine un nom de lichen abandonné et repris par R.G.W. Denis des jardins botaniques de Kew en Angleterre en 1953. Les auteurs francophones tels qu'Henri Romagnesi ayant de prime abord choisit cette option, le nom vulgarisé, « Volvaire », est resté
.
Historiquement de définition plus large, le genre Volvariella a perdu ses grandes espèces au chapeau visqueux au profit du genre Volvopluteus. En Europe, sont essentiellement concernées Volvopluteus gloiocephalus, la Volvaire gluante et Volvopluteus earlei. Les espèces du genre Volvariella stricto sensu ont donc un chapeau sec et très souvent fibrilleux,. Son espèce-type est Volvariella argentina.

## Description

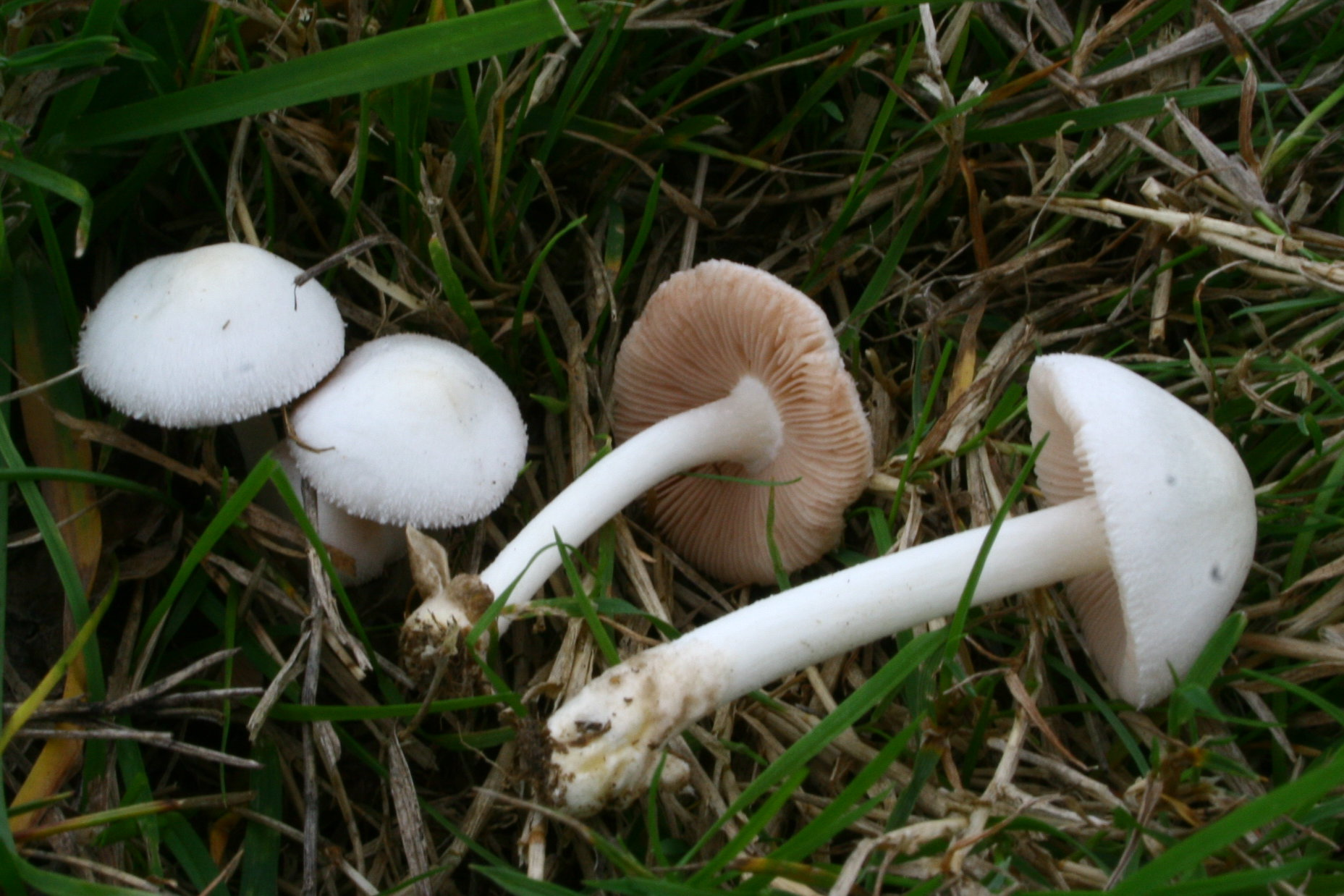
Volvariella pusilla - la Volvaire naine

Les Volvaires sont des champignons de petites à grande taille dont les caractères combinés sont bien tranchés. En premier lieu, elles sont caractérisées par une volve membraneuse à la base du pied, leur nom provenant d'ailleurs du latin volva ou vulva (« enveloppe ») ; volvariella signifiant « petite volve ». De plus, elles n'ont jamais d'anneaux. Elles ont également pour caractéristique d'avoir des lames toujours libres. Ces lames sont blanches, se recouvrant rapidement de leurs spores nettement rose. Le voile partiel n'est jamais présent,.
Leurs caractères francs permettent une distinction efficace par rapport aux genres morphologiquement proches. Les Plutées n'ont pas de volves ; les Amanites ont des lames blanches ou jaunes et une sporée toujours blanche ainsi que parfois un anneau ; les Entolomes n'ont jamais de lames libres,.

## Biologie

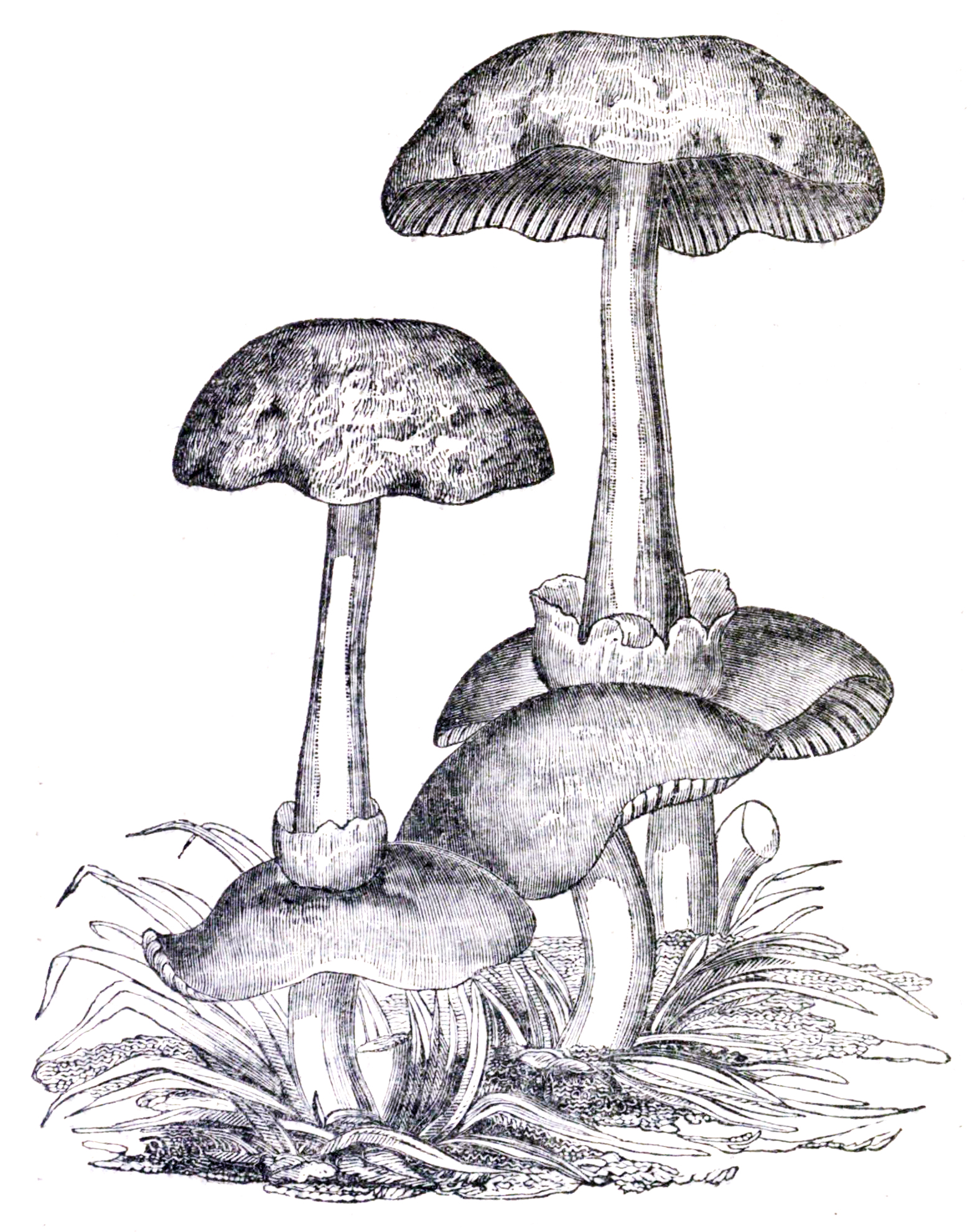
Volvariella surrecta - la Volvaire parasite

Les Volvaires sont en majorité saprophytes, elles poussent sur le bois ou sur des substrats riches tels que prairies grasses, voire des champs labourés. Plus rares sont celles qui sont mycoparasites comme V. surrecta, la Volvaire parasite. Leur biologie est un critère important pour leur détermination. En Europe, ce genre est plutôt rare,.

## Comestibilité

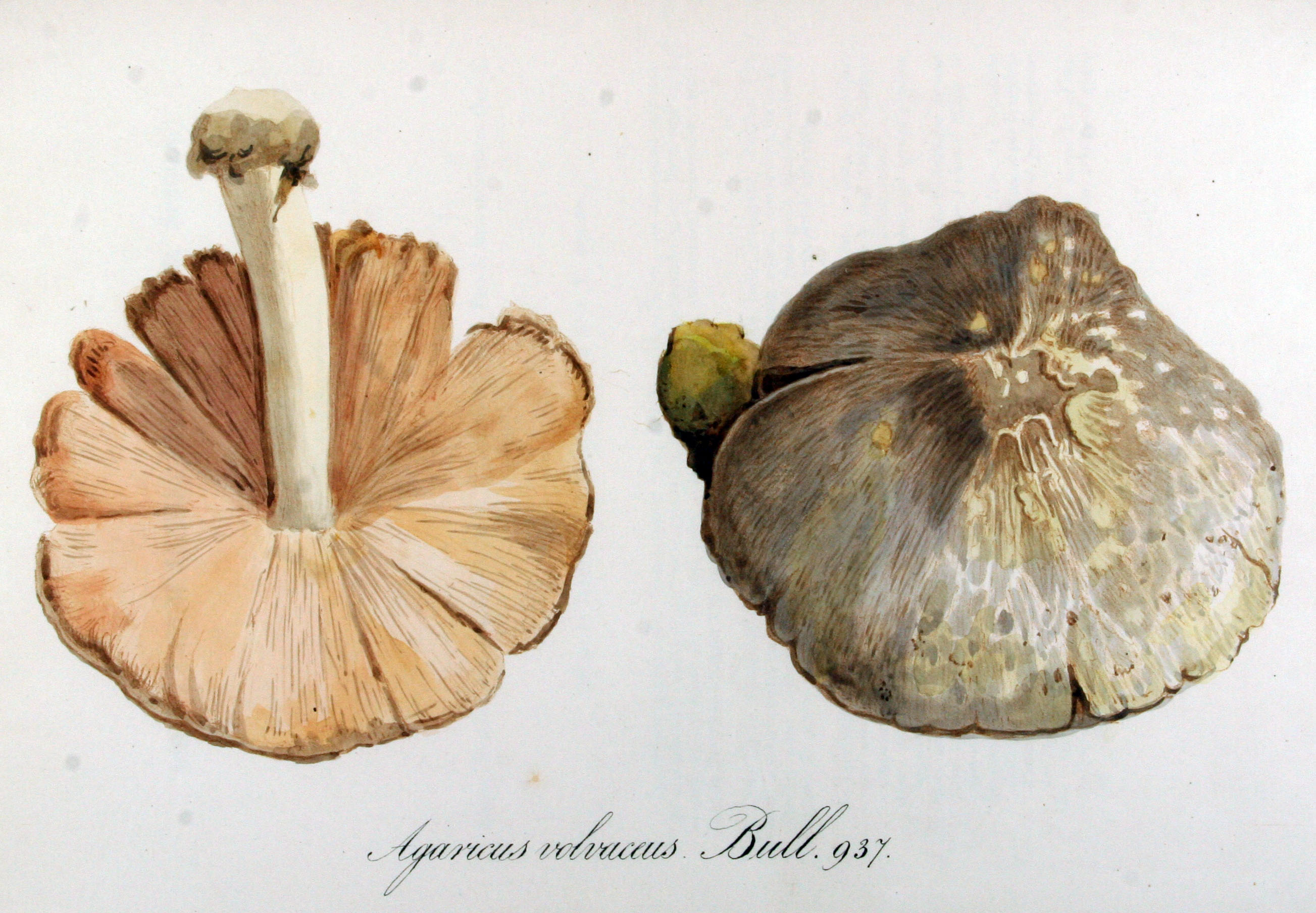
Volvariella volvacea - la Volvaire cultivée

Volvariella volvacea, la Volvaire cultivée, est une espèce comestible populaire en Asie où elle est largement cultivée. Elle se rencontre également à l'état sauvage sur le pourtour méditerranéen. 

## Ensemble des espèces

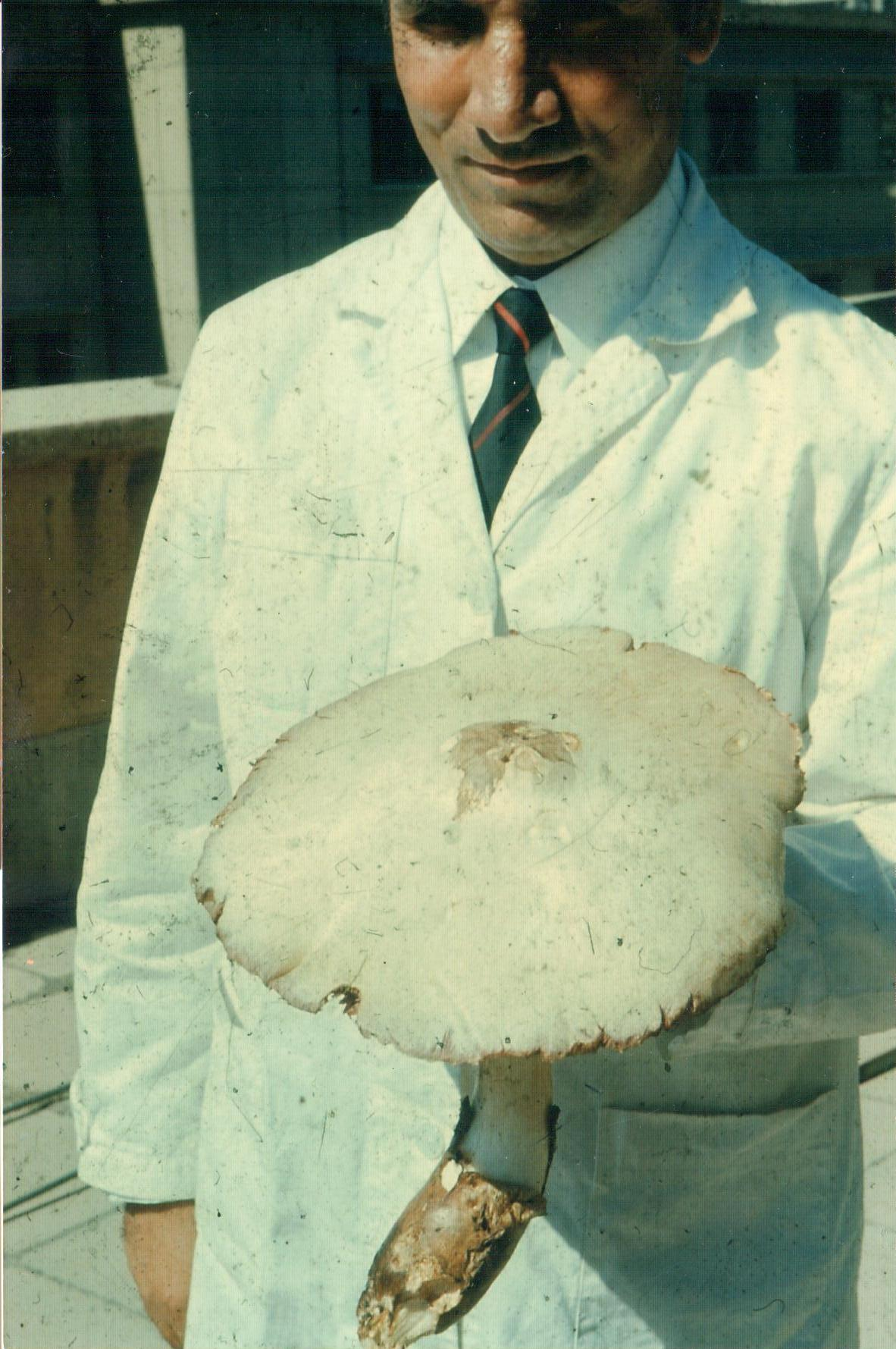
Volvariella iranica

Cette liste de l'ensemble des espèces incluses dans le genre Volvariella provient d'Index Fungorum, les noms vulgarisé français de la Société mycologique de France. En Europe, ce genre comprend une vingtaine d'espèces.
- Volvariella aethiops
- Volvariella alabamensis
- Volvariella alachuana
- Volvariella apalotricha
- Volvariella arenaria
- Volvariella argentina
- Volvariella bakeri
- Volvariella bingensis
- Volvariella bombycina - la Volvaire soyeuse
- Volvariella brumalis
- Volvariella caesiotincta - la Volvaire verdâtre
- Volvariella californica
- Volvariella canalipes
- Volvariella castanea
- Volvariella cinerascens
- Volvariella clarkeae
- Volvariella cnemidophora
- Volvariella congolensis
- Volvariella cookei
- Volvariella cubensis
- Volvariella cygnopotamia
- Volvariella delicatula
- Volvariella diplasia
- Volvariella dunensis
- Volvariella esculenta
- Volvariella fuscidula
- Volvariella glandiformis
- Volvariella gloiocephala - syn. Volvopluteus gloiocephalus
- Volvariella goossensiae
- Volvariella guttulosa
- Volvariella heterospora
- Volvariella hypopithys - la Volvaire plumeuse
- Volvariella indica
- Volvariella insignis
- Volvariella iranica
- Volvariella islagarciae
- Volvariella jamaicensis
- Volvariella koreana
- Volvariella krizii
- Volvariella lepiotospora
- Volvariella leucocalix
- Volvariella liliputiana
- Volvariella macrospora
- Volvariella mammosa
- Volvariella media
- Volvariella microspila
- Volvariella minuta
- Volvariella minutella
- Volvariella morozovae
- Volvariella murinella - la Volvaire gris-souris
- Volvariella nana
- Volvariella nauseosa
- Volvariella nigrodisca
- Volvariella nigrovolvacea
- Volvariella nivea
- Volvariella niveosulcata
- Volvariella nullicystidiata
- Volvariella oswaldoi
- Volvariella palmicola
- Volvariella paludosa
- Volvariella paraguayensis
- Volvariella parvispora
- Volvariella peckii
- Volvariella pellucida
- Volvariella perciliata
- Volvariella platensis
- Volvariella psammophila
- Volvariella pseudovolvacea
- Volvariella ptilotricha
- Volvariella pulla
- Volvariella pusilla - la Volvaire naine
- Volvariella rava
- Volvariella reidii
- Volvariella rondoniensis
- Volvariella sathei
- Volvariella smithii
- Volvariella stercoraria
- Volvariella strangulata
- Volvariella striata
- Volvariella subtaylorii
- Volvariella subxerophytica
- Volvariella surrecta - la Volvaire parasite
- Volvariella taylorii - la Volvaire de Taylor
- Volvariella terastia
- Volvariella terrea
- Volvariella thwaitesii
- Volvariella turcica
- Volvariella villosovolva
- Volvariella volvacea - la Volvaire cultivée
- Volvariella woodrowiana